# Aaron Boupendza
Aaron Boupendza (Moanda, 1996. augusztus 7. – Hangcsou, 2025. április 16.) gaboni válogatott labdarúgó, csatár.

## Pályafutása

### Klubcsapatokban
Boupendza a gaboni Moanda városában született. Az ifjúsági pályafutását a Mounana akadémiájánál kezdte.
2015-ben mutatkozott be a Mounana felnőtt keretében. 2016-ban a francia Bordeaux szerződtette. 2017 és 2020 között a Pau, a Gazélec Ajaccio és a Tours, illetve a portugál Feirense csapatát erősítette kölcsönben. 2020-ban a török első osztályban szereplő Hataysporhoz igazolt. A 2020–21-es szezonban 36 mérkőzésen elért 22 góljával megszerezte a Süper Lig gólkirályi címét. 2021-ben a katari Al-Arabihoz, majd 2022-ben a szaúd-arábiai es-Sabábhoz csatlakozott. 2023. július 5-én szerződést kötött az észak-amerikai első osztályban érdekelt Cincinnati együttesével. 2024 nyarán a román Rapid București, majd 2025 januárjában a kínai Csöcsiang szerződtette.
2025. április 16-án, Boupendza elhunyt, miután kiesett egy épületből Hangcsouban. Nemsokkal halálhíre után a gaboni elnök is részvétét nyilvánította ki.

### A válogatottban
Boupendza 2016-ban debütált a gaboni válogatottban. Először a 2016. január 16-ai, Marokkó ellen 0–0-ás döntetlennel zárult mérkőzés 71. percében, Knox Ness-Youngat váltva lépett pályára. Első válogatott gólját 2016. január 20-án, Ruanda ellen 2–1-es vereséggel zárult afrikai nemzetek bajnoksága mérkőzésen szerezte meg.

## Statisztikák
| Klub       | Szezon   | Osztály                     | Bajnokság | Bajnokság | Kupa  | Kupa | Nemzetközi | Nemzetközi | Összesen | Összesen |
| Klub       | Szezon   | Osztály                     | Meccs     | Gól       | Meccs | Gól  | Meccs      | Gól        | Meccs    | Gól      |
| ---------- | -------- | --------------------------- | --------- | --------- | ----- | ---- | ---------- | ---------- | -------- | -------- |
| Hatayspor  | 2020–21  | Süper Lig                   | 36        | 22        | 1     | 0    | —          | —          | 37       | 22       |
| Al-Arabi   | 2021–22  | Qatar Stars League          | 16        | 8         | 3     | 1    | —          | —          | 19       | 9        |
| Al-Arabi   | 2022–23  | Qatar Stars League          | 1         | 0         | 5     | 3    | —          | —          | 6        | 3        |
| es-Sabáb   | 2022–23  | Szaúdi Professzionális Liga | 17        | 11        | 0     | 0    | 2          | 2          | 19       | 13       |
| Cincinnati | 2023     | MLS                         | 14        | 6         | 1     | 0    | 3          | 0          | 18       | 6        |
| Cincinnati | 2024     | MLS                         | 14        | 2         | 0     | 0    | 3          | 1          | 17       | 3        |
| Összesen   | Összesen | Összesen                    | 98        | 49        | 10    | 4    | 8          | 3          | 116      | 56       |

### A válogatottban
| Válogatott | Év       | Pályára lépés | Gól |
| ---------- | -------- | ------------- | --- |
| Gabon      | 2016     | 4             | 1   |
| Gabon      | 2017     | 6             | 0   |
| Gabon      | 2019     | 3             | 2   |
| Gabon      | 2020     | 3             | 0   |
| Gabon      | 2021     | 7             | 1   |
| Gabon      | 2022     | 7             | 3   |
| Gabon      | 2023     | 5             | 1   |
| Összesen   | Összesen | 35            | 8   |

#### Góljai a válogatottban
| # | Időpont            | Helyszín                                           | Ellenfél        | Gólok | Eredmény | Kiírás                              |
| - | ------------------ | -------------------------------------------------- | --------------- | ----- | -------- | ----------------------------------- |
| 1 | 2016. január 20.   | Amahoro Stadion, Kigali, Ruanda                    | Ruanda          | 1–2   | 1–2      | 2016-os afrikai nemzetek bajnoksága |
| 2 | 2019. október 15.  | Ibn Batúta Stadion, Tanger, Marokkó                | Marokkó         | 1–0   | 3–2      | Barátságos mérkőzés                 |
| 3 | 2019. november 17. | Stade de Franceville, Franceville, Gabon           | Angola          | 1–0   | 2–1      | 2021-es afrikai nemzetek kupája     |
| 4 | 2021. március 25.  | Stade de Franceville, Franceville, Gabon           | Kongói DK       | 1–0   | 3–0      | 2021-es afrikai nemzetek kupája     |
| 5 | 2022. január 10.   | Ahmadou Ahidjo Stadion, Yaoundé, Kamerun           | Comore-szigetek | 1–0   | 1–0      | 2021-es afrikai nemzetek kupája     |
| 6 | 2022. november 17. | Atilla Vehbi Konuk Tesisleri, Antalya, Törökország | Bissau-Guinea   | 1–0   | 3–1      | Barátságos mérkőzés                 |
| 7 | 2022. november 17. | Atilla Vehbi Konuk Tesisleri, Antalya, Törökország | Bissau-Guinea   | 2–1   | 3–1      | Barátságos mérkőzés                 |
| 8 | 2023. október 17.  | Algarve Stadion, Faro, Portugália                  | Guinea          | 1–0   | 1–1      | Barátságos mérkőzés                 |

## Sikerei, díjai
Al-Arabi
- Katari Ligakupa
  - Győztes (1): 2022

 Cincinnati
- MLS
  - Alapszakasz győztes (1): 2023

Egyéni
- A török első osztály gólkirálya: 2020–21 (22 góllal)
- Süper Lig — Best XI: 2020–21